# Lupita D'Alessio
Guadalupe Contreras Ramos (Ciudad de México, 10 de marzo de 1954), conocida artísticamente como Lupita D'Alessio, es una cantante y actriz mexicana.
Nacida en la Ciudad de México, fue ganadora del premio OTI en 1978, un Latin Grammy Latino a la excelencia musical atribuido en 2019, ha vendido más de 25 millones de discos en todo el mundo.
Es una de las cantantes que ha dado al género de la balada en Hispanoamérica un gran carácter interpretativo, su fuerte temperamento ha sido clave en la interpretación de cada uno de sus temas, convirtiéndola en una de las grandes cantantes de México y Latinoamérica.
Ha colaboró en canciones para telenovelas, realizando giras y presentaciones exitosas en el Auditorio Nacional.

## Biografía y carrera artística
En sus inicios participó en pequeños segmentos musicales en un programa de variedades conducido por su padre Poncho D’Alessio en su natal Tijuana. 
Inició su contribución a la música en el año 1971, participando en el Festival Internacional de la Canción Popular, así continuó con la grabación de su primer LP, trabajó en telenovelas, sin dejar de lado sus participaciones en el programa Siempre en domingo. 
Participó en el Festival de la Canción de la OTI donde consiguió el tercer puesto en la edición de 1978. Este hecho le daría la apertura para que en la década de los 80 se coronara como una de las mejores cantantes de México, obteniendo un característico y original sello interpretativo que la distinguiría del resto de las cantantes de su época. 
En los años 90 continuó con gran éxito, el cual bajó notablemente durante la primera década del nuevo siglo, en el cual tuvo fuertes enfrentamientos con la prensa, anunciando su retiro en 2006. 
En 2007 se cambió a la religión cristiana y regresó a la televisión con participaciones como jurado de concursos de talento musical como El show de los sueños, tomando un nuevo auge en su carrera. 
En 2013 la compañía Warner Music la sacó del olvido discográfico al firmarla en exclusiva y llevando a cabo la grabación de un nuevo disco, el cual salió a la venta en noviembre de ese mismo año bajo el título Cuando se ama como tú del cual se desprendieron los sencillos No preguntes con quien y Es un peligro. Estos fueron un éxito más en su carrera, con el cual el disco se posicionó alcanzando grandes ventas que terminaron por otorgarle un nuevo disco de oro. 
En 2014 se reunió con Yuri para realizar una gira por toda la república mexicana con gran éxito; durante los años 2015 y 2016 celebró 45 años de trayectoria con una nueva gira por toda la república. Para el año 2017 Televisa llevó a cabo la producción de una bioserie sobre su vida, dirigida por Santiago y Rubén Galindo, la cual aborda sin censura episodios de su vida personal, ademas de su vida artística. El 8 de junio de este año se filtraron escenas de esta producción, como un adelanto de la serie. .

## Proyectos discográficos

### 1970 Como tú
En 1971 inició su carrera participando en el 1.er Festival Internacional de la Canción Popular, interpretando la canción Con amor, del autor Adolfo Girón donde tuvo buena aceptación y la compañía discográfica Orfeón firmó una exclusividad, iniciando así su carrera. El tema que cantó en el festival se convirtió en su primer sencillo, acompañado por A vivir en el lado B, ambos temas fueron incluidos en su primer LP que incluía 11 canciones, entre ellos su primer gran éxito Mi corazón es un gitano, el cual daba nombre al disco y era una versión de la canción italiana Il Cuore E uno Zíngaro. El disco incluyó otros éxitos como Vente conmigo y Jardín de rosas, de inmediato inició presentaciones en el Teatro Blanquita y en el popular programa dominical Siempre en domingo conducido por Raúl Velasco. 
En 1972 grabó un nuevo sencillo Buenas noches, Cenicienta, grabó su segundo LP titulado Eres tú, teniendo como punta de lanza para su promoción la canción del mismo nombre, la cual era una versión de la del grupo Mocedades, escrita por Juan Carlos Calderón. El disco contaba con 10 temas incluido un dueto con su pareja Jorge Vargas Parole Parole.
En 1973 realizó un nuevo disco grabado junto a Jorge Vargas titulado Vete de aquí, el cual incluía interpretaciones de ambos cantadas en dueto y en solitario, tales como Vete de aquí y Mariposa y el tema Esta noche interpretado por ella.
En 1975 grabó el tema Mundo de juguete para la telenovela infantil del mismo nombre y dio inicio a la grabación de un disco de corte infantil que llevaría por título Mundo de juguete, el cual incluyó 10 temas. La telenovela fue un éxito y el tema no fue la excepción, destacando también las canciones Do, re, mi, Marcelino Pan y Vino y Cenicienta. Otro tema de corte infantil que se convirtió en éxito en su voz fue Erase una vez. En esta etapa realizó varias intervenciones en el programa Siempre en domingo, siempre rodeada de niños.
En 1976 Discos Orfeón editó el disco con las canciones de la obra La Novicia Rebelde, en la que interpretaba el papel principal. En este disco interpretó el tema El eco de la música en solitario y una versión a dueto con Enrique Álvarez Félix y El pastor solitario a dueto con Rocio Banquells.
En 1977 grabó el disco Lupita D'Alessio con Mariachi. En este disco destacaron Tú sigues siendo el mismo, el cual había sido un éxito reciente de Angélica María y temas como No cierres tus ojos y Que sea mi condena.
En 1978 su discográfica empezó a tomar más en serio su carrera eligiendo mejor el material que conformaría su siguiente disco, del cual surgen grandes éxitos como: Pacto de amor, Méceme, Desencuentro, entre otros y Juro que nunca volveré, el cual Juan Gabriel había escrito para Lucha Villa. La versión de Lupita ha sido un gran éxito hasta la fecha. En este mismo año, llegó su gran oportunidad de lograr mayor éxito y reconocimiento en su carrera, gracias a su participación en el Festival OTI en la Ciudad de México donde resultó ganadora interpretando la canción Como Tú de Lolita de la Colina, obtuvo el derecho de representar a México en el Festival OTI Internacional que tuvo lugar en Santiago de Chile el 2 de diciembre de 1978, en el cual obtuvo el tercer lugar. Con estos resultados la discográfica terminó por comprobar la calidad de la cantante y apostaron todo a sus próximas producciones. Aprovechando el éxito del Festival OTI  y la dupla D'Alessio y Lolita de la Colina se grabó un nuevo disco que incluyó el tema "Como Tú", mismo que dio título al álbum que incluye temas como En La Arena, Copias de Lolita de la Colina y Ya lo se que tu te vas del autor Juan Gabriel.
En 1979 grabó 3 nuevos discos: Solo soy una mujer con temas como Déjame y Solo soy una mujer, Aquí estoy yo el cual incluye temas como Aquí estoy yo de Lolita de la Colina y Mi amor sin tí, el cual se tituló En Concierto, aunque ningún tema fue grabado en vivo, este incluyó temas como Lo Siento Mi Amor e Inocente Pobre Amiga, dos de los mayores éxitos de Lupita a la fecha. Fue en esta etapa donde Lupita encontró la línea con la que seguiría su carrera en la siguiente década, interpretando canciones feministas.

### 1980 Inocente pobre amiga
En 1980 apuntaba a su internacionalización, continuó grabando canciones de otras cantantes haciéndolas grandes éxitos como son Inocente Pobre Amiga y La diferencia, así como el tema Lo Siento Mi Amor. Se convirtió en una reconocida intérprete de México, tomando ya como su compositora de cabecera a Lolita de la Colina graba su siguiente disco con temas en su mayoría de esta autora y de Roberto Cantoral logrando grandes éxitos tales como Ya No Regreso Contigo, Punto y Coma, A Ver Si Ahora,  Aprendiendo a Amar y La Diferencia.
En 1981 nuevamente con temas en su mayoría de Lolita de la Colina, grabó su siguiente álbum que incluiría temas como Te doy de baja y Ese hombre, autoría de Manuel Alejandro y Ana Magadalena, este último tema se convertiría en su estandarte, la melódica Mudanzas (originalmente grabada en portugués por la cantante brasileña Vanusa). Ese mismo año la compañía discográfica Discos Orfeón editó un nuevo disco con canciones de José Alfredo Jiménez titulado Sentimiento ranchero, el cual incluye temas como La enorme distancia, un mundo raro, corazoncito tirano y la retirada, entre otras.
En 1982 Orfeón sacó al mercado 3 nuevos discos de Lupita, el primero fue Disco Ritmo, el cual dedicó a toda la juventud de esa época, incluyó versiones de Será por que te amo, 1+1 2 Enamorados y Caliente, la versión en español del éxito de Donna Summer. El siguiente disco fue Borraré tu nombre, de nueva cuenta con canciones de Lolita de la Colina y otros autores, así como su gran éxito Ni loca, incluidas en este disco, también incluye la canción En esta noche, escrita para ella por el cantautor Roberto Cantoral. El siguiente disco Incluiría los temas Vieras cuantas ganas tengo, Culpable y De parte de quien, entre otros que se sumarían a la lista de éxitos de la cantante.
En 1983 Orfeón editó 2 discos, el primero con una recopilación de 15 canciones de la cantante titulado 15 Éxitos de Lupita D'Alessio, el segundo con canciones inéditas titulado Sentimiento al desnudo,  temas entre los que destacan Muy mi libertad, muy tu soledad, Solo mentiras, Como se llama, Agenda y el poema De la nada hasta ahora.
En 1984 salió a la venta un álbum titulado Yo que incluye los temas Se vende esta casa, Ese fue tu error, Me muero, me muero (Sabanas calientes) de Lolita de la Colina, Qué esperabas, Si no te gusta como soy, Ahora llora tú, La insaciable, Yo, A veces, y Miserable amor, se lleva a cabo la realización de un programa especial dedicado a la música de este disco, ademas de una programación realizada para Siempre en domingo y la realización de un programa de duración de mas de una hora, en donde se crearon vídeos especiales para cada una de las canciones de este disco. Vídeos como los de Miserable amor y Me muero, me muero, el último en donde se presenta supuestamente desnuda, mientras interpreta el tema. 
En 1985 fue convocada a participar en la grabación del tema Cantaré, cantarás (I Will Sing, You Will Sing). Esta producción se realizó para recaudar fondos para las campañas de Unicef en América Latina, contó con la participación de grandes cantantes de la época. De su participación en este proyecto Lupita comentó 
"Yo puedo dejar mi garganta, mi sangre, mi sudor y todo por esos niños, francamente lo digo. Creo que es una de la cosas más importantes que he hecho en mi vida: primero a mis hijos y esto ha valido la pena en la vida de Lupita D'Alessio".
En este mismo año quedó congelada por la discográfica Orfeón pero esta edita un disco, con recopilaciones de canciones de la cantante a lo largo de su carrera, menos un tema que ella misma tenía enlatado titulado con el nombre de Devuélveme. Dicho disco lo tituló Canciones prohibidas y salió a la venta en el año 1985.
En 1986 salió al mercado bajo el sello Discográfico Dimensión un nuevo disco, el cual contó con temas de grandes autores y la voz en su mejor momento. Todo lo anterior dio como resultado una gran producción titulada Soy auténtica... y punto de la cual se presume es uno de los mejores discos grabados por Lupita, y para iniciar con un gran despliegue artístico, promocional en su presentación, celebrando con estas canciones sus 15 años de carrera discográfica. Presentándose en el programa Siempre en domingo y recibiendo inmediatamente la aceptación de todo el público, inmediatamente acaparó todas las portadas de las principales revistas de espectáculos, prensa, radio y televisión nuevamente. Fue durante ese tiempo cuando se le vio más guapa y mejor vestida, Lupita estaba al fin contando con una fuerte campaña publicitaria encaminada a cimentar su carrera con la promoción de este disco del cual surgieron clásicos como son  Ni guerra, ni paz y Acaríciame, interpretado anteriormente por Manoella Torres, pero siendo la interpretación de Lupita la que llevó a esta canción al éxito, Te estás pasando, Eres un perfecto atrevido, No soy tan perfecta y Engañada por ti, Qué ganas de no verte nunca más, Qué acabado se le ve y Esta vez sí se acabó. Con estas canciones sumadas a sus anteriores éxitos como Ese hombre, Mudanzas, Aquí estoy yo y Mentiras, entre otros más, presentó un show espectacular en algunos de los mejores centros nocturnos del país. El disco fue dirigido por el cantante Sabú y el esposo de Lupita. Orfeón por su parte interpuso una demanda de la cual a la fecha aún no se conocen los términos, esta situación impidió que las canciones del disco Soy auténtica y punto fueran tocadas en la radio y por lo tanto se les catalogara como sus canciones prohibidas, esta situación impidió el ansiado despegue internacional de la artista, pero por otra parte dio más popularidad al disco, el cual alcanzó grandes ventas. 
En 1987 sacó a la venta dos discos de recopilaciones titulados Concierto en discotheque y Tiempo de amar y como conclusión de la demanda se determina que Lupita grabe nuevamente para el sello Orfeón. El disco Soy auténtica y punto se reeditó nuevamente bajo el sello de Orfeón, anexándole la canción No le hables de mi, salió al mercado con el título Canciones de la película las cuales venían en su primera película titulada Mentiras, al lado de Juan Ferrara, con quien también realizó el primer videoclip de la canción Ni guerra, ni paz, dicho tema también se utilizó para la telenovela Tiempo de amar, producida por Silvia Pinal, en donde Lupita era la protagonista principal al lado de Fernando Allende. Cuando Orfeón sacó a la venta el disco de la película, contenía versiones ya grabadas anteriormente a excepción de «Mudanzas» y «Mentiras» (esta última anteriormente tenía el título de «Solo Mentiras»), las cuales Lupita volvió a grabar con nuevos arreglos para este álbum.
En 1988 lanzó el disco titulado Soy como toda mujer del cual se lanza para promoción el tema El que juega con fuego, también se escucharon las melodías: Como un día de domingo y Me enseñaron todo mal, ambos discos bajo el mismo sello Orfeón.
En 1989 salió a la venta un álbum con el nombre de la telenovela Lo blanco y lo negro, protagonizada por Lupita D'Alessio y Ernesto Alonso, tocando el tema de la telenovela Quién te crees tu. Este disco contó con apoyo promocional por parte de la discográfica y de aquí se desprendió el éxito Tiempo de rosas, con el cual Lupita alcanzó nuevamente éxito radial, Esta noche quiero yo, Un buen diamante, Te lo advertí y un nuevo poema titulado Esta tarde. Ese mismo año Lupita se presentó en el programa nocturno Aquí Está, conducido por Verónica Castro con gran éxito.

### 1990 Leona Dormida
Colaboró sus últimos discos bajo el sello Orfeón y firma con el sello Sony buscando nuevamente la difusión e internacionalización no llegada, pero los problemas legales con su disquera anterior lo seguirían evitando. Con Sony grabó algunos de sus últimos éxitos radiales como son: Leona dormida, título que le dio el apelativo con el que hoy se le conoce, y Que no me doy cuenta.
En 1990 su disquera sacó a la venta 2 discos con temas inéditos. El primero se titula No me pregunten, este álbum contiene las melodías En esta casa mando yo, autoría de Lolita de la Colina, Amor (Contigo me da Igual), Oiga y un poema de Sor Juana Inés de la Cruz sátira filosófica y el segundo álbum gaviota del aire Contiene los temas Usted señor amor, gaviota del aire y María; esta última dedicada a su madre.
En 1991 Orfeón puso en el mercado el disco Boleros de Siempre, el cual sería hasta ese momento su último disco para esta compañía, en este interpreta a su manera las canciones Sabor de engaño, Duerme, Tú me acostumbraste y Reloj, entre otros boleros clásicos. Este disco al igual que los dos anteriores carecieron de promoción por parte de la disquera.
En 1992 Discos Orfeón sacó a la venta una serie de recopilaciones de éxitos de la intérprete, en la que se incluyeron los temas Mi corazón es un gitano, Como tú, Aquí estoy yo, Borraré tu nombre, Te doy de baja, Mentiras, Ni guerra ni paz, Que ganas de no verte nunca más, Acaríciame, Te estás pasando, entre otros.
En 1993 Sony la integró a su catálogo de artistas y le grabó su siguiente disco titulado simplemente La D'Alessio, el cual contó con excelentes arreglos y una gran selección de temas, dando como resultado un producto de excelente calidad, en este disco grabaría una nueva versión de su éxito Acaríciame y otros temas como, Que no me doy cuenta, Con él, Cóncavo y convexo y Mi hombre de Ricardo Arjona (tema que en ese mismo año Arjona escribió la canción Detrás de mi Ventana para Lupita pero la disquera la grabó con Yuri sin explicación ), Para esta producción contó al fin con el apoyo y respaldo en promoción que requería para dar seguimiento a su carrera, por parte de su nueva casa disquera. El 23 de abril de ese año Lupita fue detenida por Evasión Fiscal, causando una gran conmoción en el ámbito musical y entre sus seguidores, con el apoyo de Fanny Schatz y Emilio Azcárraga Milmo logró salir en libertad 15 días después para continuar con su carrera musical.
En 1994 ingresó nuevamente a los estudios de grabación para dar voz a otro que sería uno de los mejores discos de su carrera, (y el mejor que editó en esta década), bajo la producción de Mariano Pérez, su segundo disco con Sony, el cual saldría al mercado bajo el título de Desde mi libertad y cual contendría el tema Leona dormida el cual le proporcionaría a D'Alessio el sobrenombre de La leona dormida. La promoción de este disco fue a lo grande por parte de la disquera por lo que también se llevó a cabo la grabación de un vídeo para la canción Leona Dormida, el cual sería el segundo en su carrera musical, así también realizó presentaciones en diversos programas de televisión, logrando que el tema leona dormida alcanzara un gran éxito en las listas de popularidad, lo que logró que nuevas generaciones se familiarizaran con su música, y el disco alcanzara grandes ventas. Este álbum también contendría los temas Derroche, Día a Día, Hombre de Luz (el cual dedicó al señor Raul Velasco en su programa Siempre en domingo), Te Vas a Marchar, Con Golpes de Pecho y O Tú o Nada entre otros.
En 1996 sacó a la venta el último disco de Lupita para el sello Sony titulado Si yo pudiera detener el tiempo, el cual no contó con promoción por parte de la disquera, debido principalmente a los problemas legales de la artista con la compañía Orfeón, lo cual seguía truncando la carrera de Lupita y logró que Sony terminara con este disco su contrato con la intérprete. Este álbum contiene los temas Costumbres de Juan Gabriel y La Cara la Doy Yo.

### 2000 Cuando el Amor Te Besa
En el año 2000 firmó para Azteca Music y grabó un disco bajo la producción de Pepe Aguilar, dando como resultado un producto de excelente calidad, tanto en producción, arreglos e Interpretación, titulado Estoy Aquí con temas como La aprendiz de Alejandro Sanz, Incompatibles y Espejo (tema central de la telenovela Ellas, inocentes o culpables). Este álbum tuvo excelentes ventas, pero nuevamente fue un producto más en la carrera de Lupita que no contó con buena promoción por parte de la compañía disquera, lo cual motivó a que Lupita terminara su contrato con esta compañía, siendo este el único disco grabado por la cantante para este sello discográfico.
En 2004 bajo un sello independiente salió a la venta el disco Lupita, este álbum contiene los temas Pobre idiota, Malherida, Hoy todos mis días, Soledad y Mi parte triste a dúo con su hijo Ernesto D'Alessio. El disco lo presentó en el programa Otro Rollo de Adal Ramones, el disco no alcanzó grandes ventas.
En 2006 salió a la venta un álbum doble titulado El Adiós el cual fue presentado en el mes de febrero y marcaba su retiro de los escenarios, debido según palabras de la misma a estar cansada del maltrato de la prensa que durante años publicaron notas amarillistas, tanto de su persona como de su música. Así, el 8 de marzo dio inicio a su gira del adiós por toda la República Mexicana, con un concierto en el Auditorio Nacional. El álbum Doble contenía las mismas canciones del disco anterior anexando versiones en Ranchero del tema Pobre Idiota, un Remix de Malherida y 3 temas inéditos, La yema de tus dedos, Dale veneno y Corazón de hielo, estos temas potentemente interpretados por la cantante en este su disco del Adiós.
En 2008 salió a la venta bajo un sello desconocido un disco con temas interpretados en vivo, el cual fue rápidamente descatalogado, debido posiblemente a problemas con Orfeón, este disco no contó con los arreglos básicos ya que el sonido es de baja calidad y Lupita nunca hizo mención de este disco, por lo cual se deduce que no contó con la autorización de la intérprete.

### 2010 Cuando Se Ama Como Tú
En 2013 se anunció el regreso de Lupita a las estudios de grabación y el 11 de noviembre de ese año salió a la venta su nuevo disco, Cuando se ama como tú producción de Bob Benozzo bajo el sello Warner Music Archivado el 1 de septiembre de 2017 en Wayback Machine., quienes proporcionaron todo su apoyo para la promoción del álbum que marcaba el regreso de La leona dormida a la escena musical. El material alcanzó grandes ventas en su lanzamiento, ocupando el tercer lugar en iTunes solo después de Alejandro Sanz. De este material se desprenden los sencillos No preguntes con quien del autor Bruno Danzza y Es un peligro del Autor Ruddy Pérez. Para este álbum Warner realizó un pequeño detrás de cámaras, en el cual se ve a Lupita grabando la voz y realizando comentarios sobre esta, su primera producción después de varios años de no ingresar a un estudio de grabación.
En 2014 realizó su tercer VideoClip, en este caso para el tema Es Un Peligro de su álbum Cuando Se Ama Como Tú. También realizó junto a la cantante Yuri el Tour Siempre Amigas, por toda la República Mexicana. En esta gira, ambas cantantes interpretaron canciones de ambas en duetos que fueron bien recibidos por el público.
En 2015 recibe un disco de oro por ventas alcanzadas de la producción Cuando Se Ama Como Tú.
En 2017 interpretó el tema Algo divino para la telenovela Enamorándome de Ramón para Televisa,  se llevó a cabo la realización de una serie, basada en la vida personal y musical de esta intérprete.

## Carrera profesional

### Década 1970
La carrera como actriz de Lupita no ha sido tan intensa como lo ha sido su carrera de cantante. Ella se inició en un programa conducido por su papá en el cual participaba cantando y más adelante gracias al señor Ernesto Alonso ingresó en el mundo de las telenovelas siendo la primera Cartas sin destino, con un pequeño papel a la cual siguieron otras siempre bajo la producción del señor Alonso, y en los ochenta Silvia Pinal le otorgó su primer protagónico en la telenovela Tiempo de Amar, todas estas para Televisa. A la fecha su última telenovela fue Ellas, inocentes o culpables para Televisión Azteca, de la cual salió de manera repentina.
En 1973 Ernesto Alonso quien era tío de -en aquel momento- su esposo Jorge Vargas, le ofreció un pequeño papel en la telenovela Cartas sin destino protagonizada por el mismo señor Alonso, Jacqueline Andere y José Alonso.
En 1974 fue nuevamente incluida en un reparto del señor Alonso, en esta ocasión interpretando a una Azafata amiga de la protagonista Angélica María en la telenovela Ana del aire, el protagonista masculino fue Fernando Allende con quien más adelante protagonizaría su primera telenovela.
En 1975 participó en otra producción del señor Alonso, la telenovela Paloma protagonizada por Ofelia Medina y Andrés García, en la cual interpreta a la rebelde hermana del protagonista.
En 1976 participó en la obra de teatro La Novicia Rebelde al lado de Enrique Álvarez Félix y Rocío Banquells.
En 1977 realizó la telenovela Pacto de amor producida por el señor Alonso en donde ya figuró más, compartiendo créditos con Claudia Islas y Jorge Rivero como protagonistas además de interpretar el tema musical de la telenovela con la canción del mismo nombre.

### Década 1980
En 1980 participó al lado del señor Ernesto Alonso quien produjo y protagonizó al lado de Susana Dosamantes la telenovela Aprendiendo a amar, de la cual también interpreta el tema musical del mismo nombre.
En 1984 realizó Hoy voy a cambiar, la cual no es una telenovela, sino un especial musical producido por Televisa en el cual actuó en diversas escenas para dar pie a cada interpretación musical. En este especial interpretó principalmente los temas del disco YO el cual en ese momento promocionaba el tema A veces del autor Federico Mendez. En este mismo año participó en la película Siempre en domingo, en la cual no actuó, simplemente aparece en esta película interpretando una canción.
En 1986 filmó lo que es su única película al día de hoy, titulada Mentiras al lado de Juan Ferrara y Jorge Ortiz de Pinedo, en la película se cuenta la historia de una chica que desea convertirse en una cantante famosa, pero en el camino al éxito sufre desengaños amorosos que dan motivo a las canciones que se interpretan en esta película, por lo cual el siguiente año se editó un disco con los temas de esta película, en voz de la temperamental intérprete.
En 1987 fue Silvia Pinal quien dio a Lupita la oportunidad de protagonizar junto a Fernando Allende la telenovela Tiempo de amar. Esta historia constó de 25 capítulos y se transmitía por Televisa todos los sábados a las 8 de la noche. En esta historia la protagonista muere al final de la misma. El tema de la telenovela fue Ni guerra ni paz interpretado por la D'Alessio.
En 1989 nuevamente Ernesto Alonso invitó a Lupita a actuar con él. En este caso protagonizando juntos la telenovela Lo blanco y lo negro, el tema de esta telenovela fue Quien te crees tú interpretado por Lupita, este tema anteriormente fue éxito en voz de Rocío Jurado. En la escena final de esta telenovela se escucha de fondo el tema Esta Tarde, interpretado por La D'Alessio, en la cual se ve a la protagonista disfrutando de la naturaleza en un bello paisaje de la selva de Chiapas.

### Década 2000
En 2000 salió de Televisa y firmó con Televisión Azteca para realizar discos y protagonizar la telenovela Ellas, inocentes o culpables, pero a los pocos meses Lupita abandonó la producción, al parecer por no cumplirse los acuerdos de su contrato y regresó nuevamente a Televisa, donde ha realizado participaciones como jurado de reality shows.
En 2008 fue invitada por los Hermanos Galindo para participar como parte del Jurado en el reality show mexicano El show de los sueños al lado de Amanda Miguel, Félix Greco y Emma Pulido.
En 2012 participó como parte del jurado del programa de imitación Parodiando y en 2013 participó como juez del programa de talento Lo Que más Quieres.

### Década 2020
En noviembre de 2022 anunció su tour Gracias, en la que la cantante anunció que ya prepara su retiro de los escenarios y que le gustaría que su último concierto fuera en el Zócalo de la Ciudad de México.

## Temas de telenovelas

### Mundo de Juguete
En 1973 interpretó el tema Entre brumas para la telenovela del mismo nombre.
En 1975 el productor Valentín Pimstein pone en voz de Lupita el tema central de su telenovela infantil Mundo de juguete con el tema del mismo nombre y por la cual Lupita grabaría un disco con temas infantiles.
En 1977 dio voz al tema de la telenovela Pacto de amor, en la cual también actúa. El título de la canción es el mismo de la telenovela: Pacto de Amor.

### Aquí Estoy Yo
En 1979 interpreta el tema Aquí Estoy Yo de la autora Lolita de la Colina para la telenovela Amor Prohibido, la telenovela fue un éxito en parte gracias a la interpretación del tema central.
En 1980 interpreta el tema de la telenovela en la que también actuaba y daba el título de la canción Aprendiendo Amar.
En 1987 interpreta el tema de la telenovela Tiempo de Amar, titulado Ni Guerra, Ni Paz.

### Tiempo de Rosas
En 1989 dio voz a los temas Quien Te Crees Tu y tiempo de Rosas, el cual fue un Éxito en la radio, para la telenovela Lo Blanco y Lo Negro. Aquí también interpretó el tema que dio pase a la escena final de esta telenovela, el poema Esta Tarde.

### Espejo
En el año 2000 ingresa a las filas de Televisión Azteca para protagonizar la telenovela Ellas, inocentes o culpables en el cual interpretó el tema Espejo del autor Fato.
En 2015 fue el año en que la voz de Lupita se escuchó nuevamente en un melodrama las canciones Cuando se ama como tu de Noel Schajris y Ni lo intentes sonaron como temas de fondo para el personaje de Leticia Calderón en la telenovela A que no me dejas.

### Algo Divino
En 2017 la productora Lucero Suárez puso en voz de Lupita el bolero Algo Divino del autor Jorge Domínguez, el cual sería tema central para su telenovela Enamorándome de Ramón.

### Yo Sigo Aquí
También en 2017 se realizó la serie biográfica sobre la vida de esta cantante y es ella misma quien da voz al tema principal de esta emisión titulada Hoy voy a cambiar, el tema se titula Yo sigo aquí del Autor Bruno Danzza.

## Vida personal
Se ha casado en más de cinco ocasiones, entre estas con el actor Jorge Vargas de nacionalidad mexicana, el cantante Sabú de Argentina, los futbolistas Julio Canessa de nacionalidad uruguaya y Carlos Reinoso de nacionalidad chilena y el modelo de nacionalidad alemana Christian Rosen.
Es madre del actor y cantante Ernesto D'Alessio hijo también de Vargas, tiene otros 2 hijos, ademas de un primogénito que tuvo con Jorge Vargas, este último lo tuvo con César Gómez, uno de sus músicos. 
En 1971 mientras promocionaba su primer disco conoció al cantante Jorge Vargas de quien sin el consentimiento de sus padres se casó con él mismo año. Quedó embarazada y dio a luz a un niño el cual murió a los pocos días de nacido, causando el primer gran dolor en la vida de la cantante, su segundo hijo Jorge, nacería años después. El 6 de marzo de 1977 dio a luz a su tercer hijo al cual pusieron por nombre Ernesto, en honor al tío de su esposo Jorge, el productor Ernesto Alonso. Su matrimonio se fue desgastando por diversas situaciones, principalmente el machismo de su esposo. El divorcio se llevó a cabo poco después de su triunfo en el Festival OTI, pues conoció al jugador de futbol Carlos Reinoso originario de Chile con quien vivió en unión Libre. Al concluir el divorcio, los hijos del matrimonio quedaron en custodia de su padre, inicio con libertad el ascenso en su carrera, en esa época el compositor Roberto Cantoral escribió para ella el tema En esta noche, el cual es un tema donde refleja su sufrimiento al estar alejada de sus hijos, en 1984 se separa de Reinoso y a los pocos meses contrae matrimonio con el futbolista uruguayo Julio Canessa.
En 1985 conoció a Sabú, cantante argentino quien contrajo matrimonio. En esta época decidió abandonar la disquera Orfeón, designa a Sabú como su representante y juntos inician la compañía de discos Dimensión para producir su carrera discográfica y de otros artistas. En este tiempo se produjo el disco Soy auténtica y punto, el cual se considera el mejor disco de toda su carrera, la colocó como una gran estrella, acompañándola de grandes diseñadores, estilistas, maquillajes y peinados, el cual ya no pudo llegar a más debido a problemas legales con la disquera Orfeón y problemas sentimentales con su esposo, terminando su matrimonio en el año 1988. 
Su siguiente relación fue en 1989 con uno de sus músicos de nombre César Gómez, con quien se casó nuevamente. De esta relación nació su cuarto y último hijo César. A principios de los años 90 sus hijos Jorge y Ernesto escaparon de su casa paterna y Lupita vivió al lado de sus hijos nuevamente. A los pocos años, el matrimonio con César Gómez llegó a su fin en medio de un gran escándalo que mencionaba la incursión de Lupita en el mundo de las drogas, lo cual fue desmentido en su momento, aun cuando sus propios hijos declararon haber sido testigos. 
La tarde del 23 de abril de 1993 fue arrestada en el Aeropuerto de la Ciudad de México acusada de evasión fiscal y estuvo recluida más de 15 días. Al parecer fue un acto de venganza en contra de Lupita por parte de su ex esposo Sabú o también una campaña de Secretaría de Hacienda para demostrar a los recaudadores que cualquier persona, famosa o no, tendría que pagar sus impuestos. Todo esto llegó en el auge de su carrera causando gran controversia en el país. Su exrepresentante Fanny Schatz regresó nuevamente para dar apoyo y solución a los problemas legales de la intérprete, sus cuentas fueron congeladas mientras duraba el proceso, por lo cual la Sra. Fanny pagó la fianza para que saliera en libertad.
En el 2000 se casó nuevamente, ahora con el modelo alemán Cristián Rossen. Esta boda tuvo difusión a través de todos los medios, pero al poco tiempo la pareja se vio envuelta debido a declaraciones de la cantante respecto a la orientación sexual de su esposo. La relación terminó y se anotó lo que sería hasta el momento su último divorcio.
En 2004 grabó un disco bajo un sello independiente al cual acompañó con una gira en 2005 por toda la República Mexicana al lado de la cantante Marisela. En 2006 salió a la venta un nuevo disco titulado El Adiós, con el cual Lupita anunciaba su retiro, cosa que no se llegó a dar, pues su público pidió que siguiera en los escenarios.
En estos años tuvo problemas importantes con los medios de comunicación debido a sus cambios de estado de ánimo que van de la euforia a la extrema agresividad,[cita requerida] por lo que algunos medios la tachan de bipolar. Se especula que sus problemas de carácter pudieron emerger en relación con la suspensión de su adicción a la cocaína, droga que consumió por muchos años, lo cual fue declarado por la propia cantante.[cita requerida]
En 2007 se convirtió al protestantismo, a partir de lo cual abandonó el consumo de drogas y alcohol ingresando a una clínica para su desintoxicación. Al mismo tiempo formó parte del jurado en El show de los sueños, programa en el que fue muy criticada por fans de Gloria Trevi, quien participaba como concursante, ya que no estaban de acuerdo con las críticas que le daba a la cantante.
En 2008 su salud se vio afectada debido a un problema en la tiroides lo que desencadenó un aumento de peso en su figura. Esto la llevó a retirarse un tiempo de los escenarios; en este lapso sus dos hijos mayores contrajeron matrimonio y la cantante estuvo presente. Con el apoyo de su familia fue bajando poco a poco de peso y continuó participando como juez en los programas Parodiando y Lo que más quieres.
Actualmente vive sola en Cancún y no se le conoce pareja sentimental. Continúa realizando giras cada año y anunció la grabación de un próximo disco.

## Discografía
- Lupita D'Alessio Sinfónico Álbum en Vivo desde la Arena CDMX (2025)
- Yo sigo aquí: zona preferente (En Vivo) Primer álbum en Vivo (2017)
- Yo sigo aquí: Tema de la Serie "Hoy voy a cambiar" (2017)
- Algo divino/Sencillo (2017)
- Cuando se ama como tú/Deluxe (2015)
- Cuando se ama como tú (2013)
- La gira del adiós/En vivo (2007)
- El adiós (2006)
- Cuando el amor te besa (2004)
- Estoy aquí (2000)
- Si yo pudiera detener el tiempo (1997)
- Desde mi libertad (1995)
- La D'Alessio (1993)
- Boleros de siempre (1992)
- Gaviota del aire (1991)
- No me pregunten (1990)
- Lo blanco y lo negro (1989)
- Soy como toda mujer (1988)
- Mentiras (1987)
- Soy auténtica... y punto (1986)
- Canciones prohibidas (1985)
- Cantare cantaras /Varios Artistas (1985)
- Yo (1984)
- Sentimiento al desnudo (1983)
- Lupita D'Alessio canta a Juan Gabriel (1983)
- Vieras Cuantas Ganas Tengo (1982)
- Te quiero, como te quiero/Disco ritmo (1982)
- Borraré tu nombre (1982)
- Sentimiento Ranchero (1981)
- Ese Hombre (1981)
- Ya No Regreso Contigo (1980)
- Lupita D'Alessio/En concierto (1979)
- Aquí estoy Yo (1979)
- Solo soy una mujer (1979)
- Como tú (1978)
- Juro Que Nunca Volvere (1978)
- Lupita D'Alessio con Mariachi (1977)
- La Novicia Rebelde (Temas de la obra de teatro 1976)
- Mundo de Juguete, Lupita D'Alessio Canta a los Niños (1975)
- Vete de aqui (Duetos con Jorge Vargas, 1974)
- Eres tú (1973)
- Vuelve pronto (EP) (1972)
- Mi corazón es un gitano (1971)

### Recopilaciones
- Colección de oro (2006)
- Canciones prohibidas (1997)
- Las románticas de Lupita D'Alessio (1996)
- Las Inmortales de Lupita D'Alessio (1996)
- Algo desconocido de Lupita D'Alessio (1994)
- Tesoros musicales/Lupita D'Alessio Vol.3 (1993)
- Tesoros musicales/Lupita D'Alessio Vol.2 (1993)
- Tesoros musicales/Lupita D'Alessio Vol.1 (1993)
- Ana Gabriel y Lupita D'Alessio/En el principio (1991)
- La historia musical de Lupita D'Alessio Vol.2 (1990)
- La historia musical de Lupita D'Alessio Vol.1 (1990)
- Concierto en discotheque (1988)
- 30 éxitos Lupita D'Alessio (1986)
- 15 éxitos rancheros (1985)
- Canta Juan Gabriel y José Alfredo (1984)
- 15 éxitos Lupita D'Alessio (1983)
- La reconciliación (Duetos con Jorge Vargas, 1978)
- Mundo de Juguete, Lupita D'Alessio Canta a los Niños (1976)

## Televisión
- Lo que más quieres ... Juez (2013)
- Parodiando ... Juez (2012)
- El Show de los sueños ... Juez (2008)
- Ellas, inocentes o culpables (2000) ... en el papel de Amanda
- Lo blanco y lo negro (1989) ... en el papel de Verónica Montes
- Tiempo de amar (1987) ... en el papel de Carolina Montero
- Mentiras (1986)
- Siempre en domingo (1984)
- Aprendiendo a amar (1980-1981) ... en el papel de Jimena
- Pacto de amor  (1977-1978) ... en el papel de Julia
- Paloma (1975) ... en el papel de Dora Luz
- Ana del aire (1974) ... en el papel de Consuelo
- Cartas sin destino (1973)